# Mount Foraker
Mount Foraker (5304 m n.p.m.) - drugi pod względem wysokości szczyt gór Alaska, a czwarty w USA. Góra znajduje się na obszarze Parku Narodowego Denali, 23 km na południowy zachód od Denali (McKinley). Górze nadał nazwę w 1899 r. J.S. Herron na cześć senatora z Ohio Josepha B. Forakera.
Północny szczyt (4581 m) został zdobyty  6 sierpnia 1934 r., a wyższy południowy szczyt zdobyli 4 dni później, 10 sierpnia, Charles S. Houston, T.G. Brown i Chychele Waterston.